# Élisabeth de Vaudey
Élisabeth-Antoinette Le Michaud d'Arçon de Vaudey (27 de octubre de 1773-14 de abril de 1863) fue una cortesana francesa, famosa por haber sido amante del emperador Napoleón Bonaparte.

## Biografía
Nacida en Besanzón, hija del general Jean Le Michaud d'Arçon, contrajo matrimonio en 1790 con el capitán François-Xavier-Octave Barberot de Vaudey de Vellexon, quien emigró al año siguiente. Miembro de la baja nobleza, Élisabeth fue descrita por sus contemporáneos como "una mujer muy guapa, ingeniosa, (...), con una bonita voz, bien educada, pero también muy intrigante". No obstante, otros se refirieron a ella como "encantadora, enteramente agraciada, enteramente dulce, con un bonito rostro, muy buenos dientes, cabello rubio admirable, una nariz aguileña, una mano notable, un muy pequeño pie". 
Élisabeth fue elegida para ser una de las damas de compañía de la emperatriz Josefina, jurando el cargo en el palacio de Saint-Cloud el 1 de julio de 1804. El 24 de julio, Élisabeth acompañó a Napoleón a Aquisgrán debido a que éste deseaba visitar las aguas de la ciudad con el fin de incrementar su fertilidad. Durante el viaje, Élisabeth atrajo la atención del emperador, convirtiéndose poco después en su amante favorita. Esta tumultuosa relación constituyó uno de los romances más famosos de Napoleón, empezando Josefina a sospechar al poco tiempo que entre ambos había un idilio.
El 25 de octubre de 1804, la emperatriz, quien se hallaba entreteniendo a sus invitados en uno de los salones del palacio de Saint-Cloud, vio a través de una ventana a Élisabeth salir apresuradamente de su apartamento. Sospechando algo, y tras informar a Madame de Rémusat de sus planes, Josefina fue a la habitación de Napoleón, la cual halló vacía. Había una pequeña escalera que conectaba la habitación con un diminuto apartamento en la última planta. Tras subir por ella, Josefina oyó las voces de ambos, quienes incluso llegaron a mencionar su nombre. Acto seguido, la emperatriz llamó a la puerta y exigió que la abriesen. Tras un larga espera, la puerta se abrió y Josefina pudo comprobar que la habitación estaba desordenada. Élisabeth empezó a llorar, mientras que Napoleón, quien ya había experimentado los celos de su esposa en otras ocasiones, se mostró lleno de ira, recibiendo ambos reproches por parte de la emperatriz. Antes de que Napoleón pudiese responder, Josefina abandonó la estancia y regresó al salón en estado de ansiedad. Poco después, el emperador acudió a la habitación de su esposa y le recriminó el hecho de que ella lo espiase, afirmando estar cansado de su actitud así como su intención de divorciarse de ella para contraer matrimonio con una mujer que pudiese darle un heredero, si bien cambió de opinión después de que la hija de la emperatriz, Hortensia, lo animase a reconciliarse con ella, siendo ambos coronados pocas semanas después por el papa Pío VII en la Catedral de Notre-Dame. 
Élisabeth, quien había abandonado el palacio ese mismo día, recibió poco después la orden de Napoleón de renunciar a su puesto. La razón oficial fue su actitud derrochadora y el hecho de estar constantemente endeudada debido a su insaciable apetito por comprar y "divertirse", buscando siempre que el tesoro real sanease sus cuentas, lo cual era cierto, si bien el incidente del 25 de octubre también constituyó uno de los principales motivos. Élisabeth presentó su carta de renuncia a Josefina sin hacer mención a detalles específicos, tal y como se le había ordenado, perdiendo su título y el subsidio imperial el 29 de octubre de 1804. 
Murió sumida en la pobreza en el Asilo de la Providencia, un hogar para indigentes en París, el 14 de abril de 1863.